# Ouro Biri
Ouro Biri est une localité du Cameroun située dans le département du Mayo-Kani et la Région de l'Extrême-Nord. Elle fait partie de la commune de Moulvoudaye et du canton de Moulvoudaye rural. 

## Population
En 1976, le village comptait 335 habitants, dont 287 Peuls et 48 Mousgoum. 
Lors du recensement de 2005, 624 personnes y ont été dénombrées.
En 2013, la population est estimée à 2 338 habitants.